# Ensayo de dureza
El ensayo de dureza permite determinar la resistencia que ofrece un material a ser rayado o penetrado por una pieza de otro material distinto. 
La dureza depende de la elasticidad del material y de su estructura cristalina. Particularmente, en los metales puros la dureza aumenta proporcionalmente a la cohesión y número de átomos por unidad de volumen. En las aleaciones la dureza aumenta con los tratamientos térmicos o con el endurecimiento por deformación. La dureza está ligada al comportamiento de un material frente a la abrasión o desgaste y la facilidad con que puede ser sometido a mecanizado.
Para determinar la dureza pueden hacerse ensayos que miden la resistencia al rayado o a la penetración. 

## Ensayos de dureza al rayado

### Escala de Mohs
Es el método más antiguo para medir la dureza, y aún se usa en Mineralogía. Fue establecido en 1820 por el alemán Friedrich Mohs.
En la escala de Mohs se compara el material que se pretende analizar con 10 minerales tomados como patrones, numerados del 1 al 10 en orden creciente de dureza.
| Dureza | Mineral  | Se raya con / raya a                                            | Composición química    |
| ------ | -------- | --------------------------------------------------------------- | ---------------------- |
| 1      | Talco    | Se puede rayar fácilmente con la uña                            | Mg3Si4O10(OH)2         |
| 2      | Yeso     | Se puede rayar con la uña con más dificultad                    | CaSO4·2H2O             |
| 3      | Calcita  | Se puede rayar con una moneda de cobre                          | CaCO3                  |
| 4      | Fluorita | Se puede rayar con un cuchillo de acero                         | CaF2                   |
| 5      | Apatito  | Se puede rayar difícilmente con un cuchillo                     | Ca5(PO4)3(OH-,Cl-,F-)l |
| 6      | Ortosa   | Se puede rayar con una lija para el acero                       | KAlSi3O8               |
| 7      | Cuarzo   | Raya el vidrio                                                  | SiO2                   |
| 8      | Topacio  | Rayado por herramientas de carburo de wolframio                 | Al2SiO4(OH-,F-)2       |
| 9      | Corindón | Rayado por herramientas de carburo de silicio                   | Al2O3                  |
| 10     | Diamante | El material más duro en esta escala (rayado por otro diamante). | C                      |

Un material es rayado por los que tienen un número superior, y raya a los que poseen un número inferior.

#### Inconvenientes de la escala de Mohs
Es un método de medida bastante impreciso, y no puede utilizarse para medir la dureza de los metales. No es una escala lineal. La diferencia de dureza entre el corindón y el diamante es mayor que la existente entre el talco y el yeso.

### Dureza Martens
En el ensayo de Martens se emplea un cono de diamante con el que se raya la superficie del material cuya dureza se quiere medir. La dureza en este ensayo es inverso de la anchura de la raya obtenida cuando se aprieta con una fuerza determinada y constante al cono de diamante contra la superficie del material. Se utiliza el valor inverso de la anchura de la raya para que a los materiales más duros les corresponda una dureza mayor.

## Ensayos de dureza a la penetración
En estos ensayos se mide la resistencia de un material al ser penetrado por una pieza de otro material, denominado penetrador, el cual se empuja con una fuerza controlada y durante un tiempo fijo contra la superficie del material cuya dureza se desea calcular. La velocidad de aplicación de la carga debe ser lenta para que no ejerza influencia en la medida.
El valor de la dureza se obtiene dividiendo la fuerza aplicada al penetrador entre la superficie de la huella que deja en el material.

### Ensayo Brinell

La bola penetra dejando una marca.

Fue ideado en los años 1900 por el ingeniero sueco Johann August Brinell. El penetrador es una esfera de acero templado, de gran dureza, que oscila entre 1 y 10 mm, a la que se le aplica una carga preestablecida de entre 3000 y 1.25 kp durante 15 segundos.
La dureza se calcula dividiendo el valor de la fuerza aplicada al penetrador entre la superficie de la huella que produce en el material.
donde HB es la dureza Brinell, y se mide en kp/mm²
La huella producida por el penetrador tiene la forma de un casquete esférico, cuya superficie será:
Del triángulo rectángulo se deduce que:
y, por tanto:
De este modo, la superficie del casquete esférico será:
y el valor de la dureza Brindell vendrá dado por:
Para medir el diámetro d de la huella se utiliza una lupa microscópica. Para que no se obtengan valores falsos en las mediciones, es necesario que la huella no presente realces ni rebajes en sus bordes. Para poder conseguirlo, el diámetro de la huella ha de cumplir la condición {\displaystyle 0{,}25D<d<0{,}5D}
- Huella normal: El diámetro medido coincide con el diámetro efectivo de la huella.
- Huella realizada: El diámetro medido es mayor que el diámetro de la huella normal.
- Huella rebajada: El diámetro medido es menor que el diámetro de la huella normal.

Para conseguir que la deformación plástica que experimenta el material no se extienda a todo el espesor de la pieza, el diámetro de la bola debe elegirse adecuadamente en función del espesor de la pieza sometida al ensayo.
Para que las huellas obtenidas con bolas de diferente diámetro sean semejantes y las durezas resulten comparables, se debe cumplir: 
donde K puede tomar distintos valores.
El tiempo de aplicación de la carga suele ser de 15 segundos, aunque si se trata de materiales blandos, el tiempo es mayor.
Mediante el ensayo Brinell y utilizando un coeficiente de proporcionalidad se puede calcular la resistencia a la tracción.

#### Inconvenientes del ensayo Brinell
- No se puede realizar sobre superficies esféricas o cilíndricas.
- Cuando la deformación es pequeña se cometen grandes errores en la medida del diámetro de la huella.
- Es aplicable en el caso de materiales de durezas no muy altas, inferiores a la del penetrador.

#### Expresión del valor de la dureza Brinell
La dureza Brinell se expresa:
lo que significa que el material tiene 250 kp/mm² de dureza Brinell, el ensayo se ha realizado con una bola de diámetro 10 mm y una carga de 500 kp durante 30 segundos.

### Ensayo Vickers

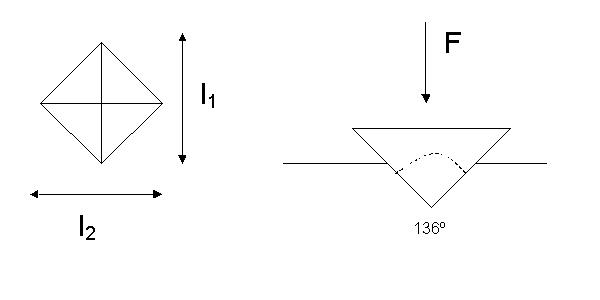
Penetrador para el ensayo Vickers.

Se utiliza como penetrador un diamante tallado en forma de pirámide cuadrangular con un ángulo de 136° entre dos caras opuestas. El ángulo coincide con el valor de {\displaystyle 2\theta } del ensayo Brinell para la relación {\displaystyle {\frac {d}{D}}=0{,}375} con el fin de que las durezas Brinell y Vickers coincidan.
La dureza Vickers se calcula dividiendo la fuerza con la que se aprieta el penetrador entre el área de la huella que deja.
La fuerza se expresa en kp, la superficie en mm² y la unidad de dureza Vickers (HV) en kp/mm²

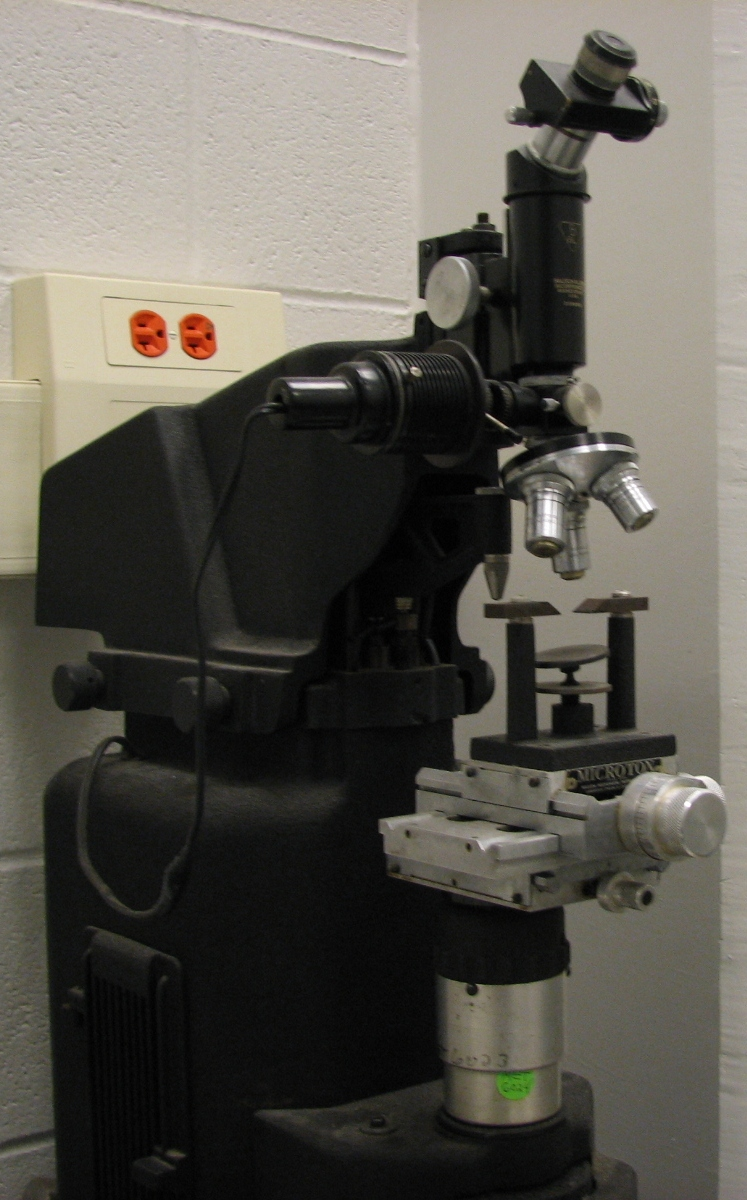
La diagonal de la huella se mide utilizando un microscopio.

La huella en el material tendrá forma de pirámide y su superficie será igual a a de los cuatro triángulos que constituyen sus caras:
siendo h la altura de cada triángulo y a la longitud de la base.
La superficie de la huella valdrá:
Por tanto, la dureza Vickers será:
siendo d la diagonal de la base de la pirámide.
Si la carga no se aplica en dirección vertical, la forma de la huella no será cuadrada. En estos casos se miden las dos diagonales y se utiliza el valor medio.
Las cargas pueden variar de 1 a 120 kp, pero lo más frecuente son 30 kp. Para que no se produzcan deformaciones en la cara opuesta, es necesario que se cumpla lo siguiente:
{\displaystyle s>8hcos\alpha }, por lo que {\displaystyle s>8\cdot {\frac {d}{7}}}
siendo s el espesor de la pieza  y hcosα la profundidad de la huella.
Se debe procurar que: {\displaystyle s>1{,}2d}

#### Ventajas del ensayo Vickers

Ejemplo de una prueba Vickers.

- Es innecesario sustituir el penetrador al variar la carga.
- Se puede utilizar en superficies curvas.
- El valor de la dureza es independiente al valor de la carga.
- La prueba se puede realizar sobre materiales muy duros.

#### Expresión del valor de la dureza de Vickers
La dureza Vickers se expresa de la siguiente forma:
lo que significa que el material tiene 315 kp/mm² de dureza Vickers y el ensayo se ha realizado con una carga de 30 kp.

### Ensayo Rockwell

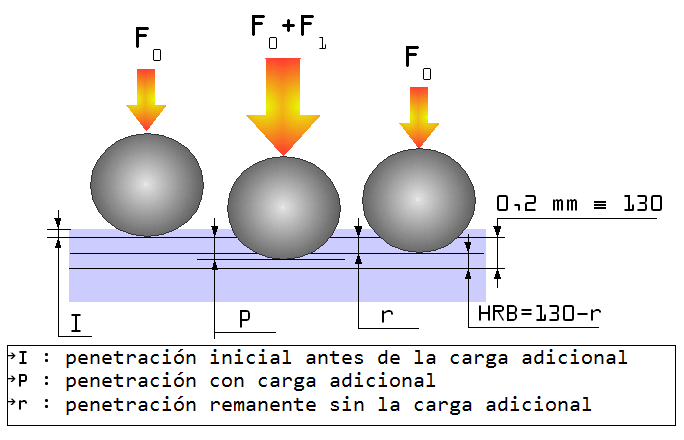
Muestra del funcionamiento del ensayo Rockwell.

Debido a su rapidez de medida y al pequeño tamaño de las huellas que ocasiona, es el ensayo más utilizado. Sin embargo, su exactitud es menor. Se mide la profundidad de la huella.
- Para materiales entre 60 y 150 HV se utiliza un penetrador esférico de acero de 1,59 mm de diámetro. Así se obtiene la escala de dureza Rockwell B (HRB).
- Para materiales entre 235 y 1075 HV se emplea un cono de diamante con un ángulo de 120° y redondeado en su punta con un casquete esférico de radio 0,2 mm. Así se obtiene la escala de dureza Rockwell C (HRC).

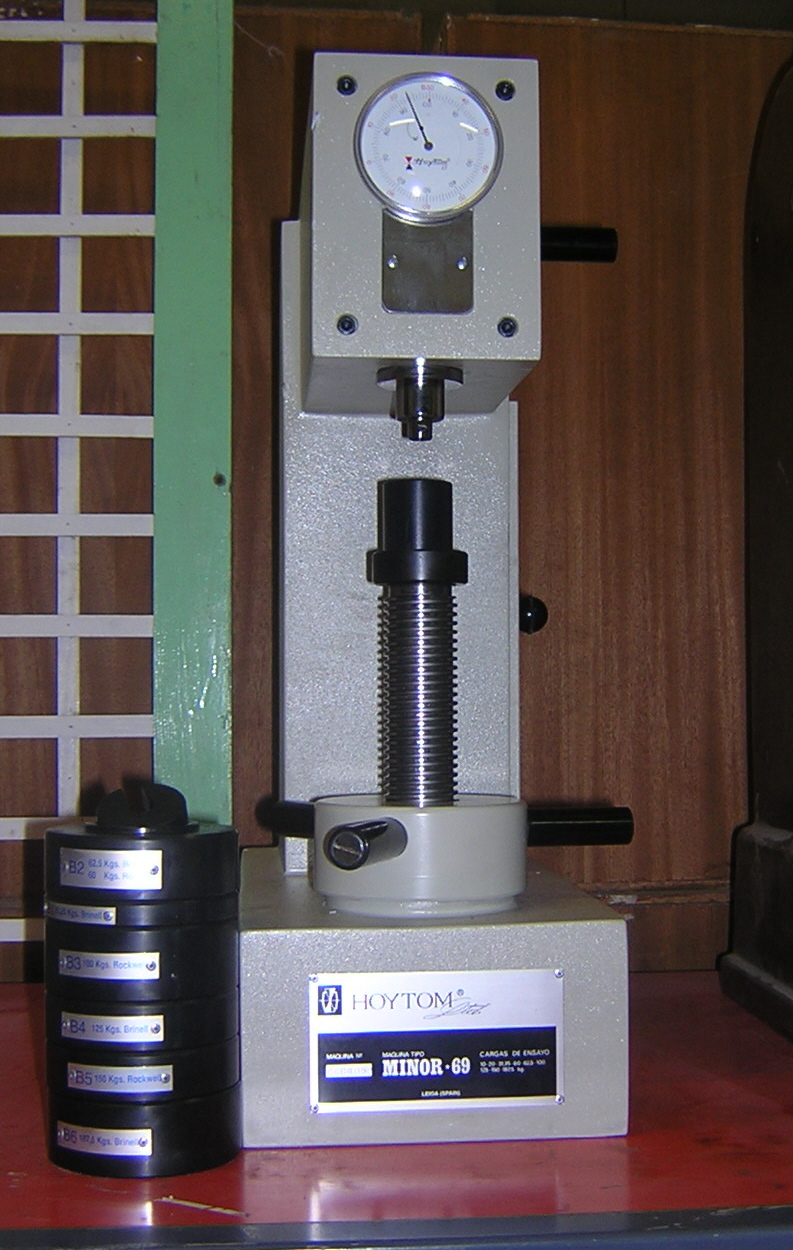
Durómetro, máquina usada en el ensayo Rockwell.

Los pasos del ensayo Rockwell son los siguientes:
1. En ambas escalas se aplica inicialmente una precarga de 10 kp, con lo que el penetrador origina una huella de profundidad h1.
2. Se aplica el resto de la carga al penetrador (90 kp en el caso de HRB y 140 kp en el caso de HRC), con lo que origina una huella de profundidad h2.
3. Tras unos segundos, se reduce la carga hasta alcanzar el valor de la precarga. La profundidad de la huella2 será mayor que la de h1. La máquina del ensayo Rockwell mide la diferencia {\displaystyle e=h_{2}-h_{1}}, y para expresar la dureza se emplea: {\displaystyle HRC=100-E} y {\displaystyle HRB=130-e}

Las máquinas de ensayo de dureza ofrecen la medida de e en múltiplos de 0,002 mm, y el máximo valor de e es el correspondiente a una profundidad de penetración de 0,2 mm.